# Marysville (Kalifornien)
Marysville ist eine Stadt im US-Bundesstaat Kalifornien im Yuba County, dessen Verwaltungssitz sie auch ist. Sie hat 12.844 Einwohner (Stand: 2020) auf einer Fläche von 9,4 km². Die Stadt liegt an der Mündung des Yuba Rivers in den Feather River. Auf dem gegenüberliegenden Westufer des Feather Rivers liegt die wesentlich größere Schwesterstadt Yuba City. 
Gegründet wurde der Ort 1843 als New Mecklenburg von Theodor Cordua. Später wurde es Marysville nach Mary Murphy Covillaud, einer Überlebenden der Donner Party, einer Siedlergruppe, die im Winter 1846/47 in der Sierra Nevada nur durch Kannibalismus überlebte. Im Kalifornischen Goldrausch war Maryville ein wichtiger Ort auf dem Weg in die nördlichen Goldfelder.
2020 wurde der Marskrater Marysville nach der Stadt benannt.

## Persönlichkeiten
- Brad Johnson (1924–1981), Film- und Fernsehschauspieler